# Fort de Cormeilles
Le fort de Cormeilles est une fortification construite à la fin du XIXe siècle sur la commune de Cormeilles-en-Parisis, dans le Val-d'Oise, à 12 km au nord-ouest de Paris. Il s'agit d'un des plus grands forts militaires d'Île-de-France.

« [...] tandis qu'en face, au bout d'une chaîne de collines, des terres remuées indiquaient le nouveau fort de Cormeilles. »

— Guy de Maupassant, Une partie de campagne, 1880.

## Description
Le fort de Cormeilles-en-Parisis est un fort d’artillerie, dit « Séré de Rivières », qui a été construit entre 1874 et 1877 dans le but de protéger Paris. 
Le fort faisait partie intégrante du camp retranché de Paris. Cet ouvrage, même s’il n'était pas le plus important du dispositif d’ensemble de la défense de la capitale, tirait néanmoins de sa situation dominante, proche du confluent de la Seine, une valeur stratégique importante. Le fort était épaulé le long des buttes du Parisis par une série de huit batteries ainsi que par la redoute de Franconville (cette dernière détruite pour laisser place à une carrière de gypse). 
Se trouvant sur la commune de Cormeilles-en-Parisis dans le Val-d’Oise (95) au nord-ouest de la capitale, le fort est géré par une association, les « Amis du fort de Cormeilles », qui l’entretient et le fait visiter le 1er dimanche de chaque mois.

## Histoire

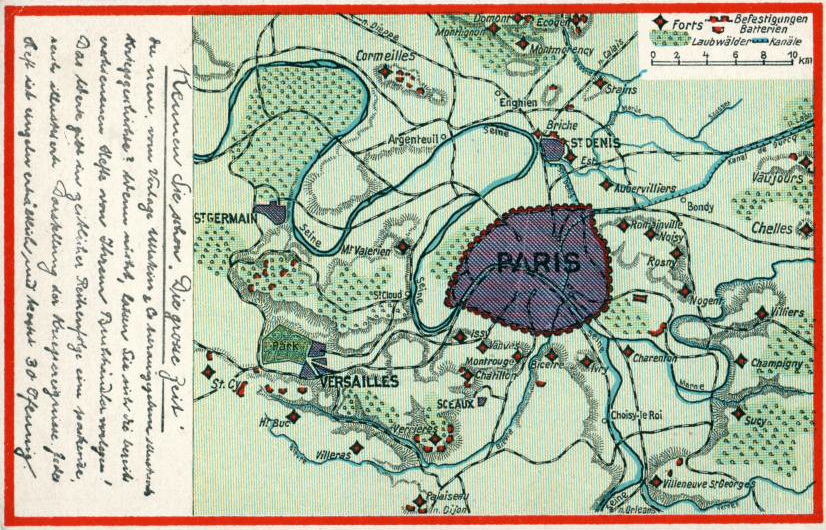
Carte postale allemande antérieure à la guerre de 1914-18, montrant l'ensemble du système défensif du camp retranché de Paris

Le fort de Cormeilles fut construit entre 1874 et 1877 dans le cadre du plan de fortification établi par le général Raymond Adolphe Séré de Rivières ; le fort de Cormeilles disposait de 64 canons et sa garde nécessitait une garnison de 1 095 hommes de troupe, 36 officiers et 14 chevaux, avec trois mois d’approvisionnements.
Des canons antiaériens de 75 mm y furent positionnés en 1914 pour tenter d'abattre les zeppelins venus bombarder Paris. Au début des années 1930, l'état-major du 407e RADCA (régiment d’artillerie de défense contre les aéronefs) y fut installé ; quatre canons de 75 mm furent mis en place dans des encuvements sur le cavalier.
Une compagnie de tirailleurs marocains en eut la garde à partir de 1944 et il fut utilisé comme prison jusqu'en 1956. Peu après, des fonctionnaires du ministère de la Justice y furent logés dont une grande majorité de familles de gardiens de prison qui travaillaient en des sites éloignés comme la prison de Fresnes. Ces familles étaient logées dans les traverses-abris de l'escarpe et du cavalier de 1957 jusque vers 1962. Une école maternelle fut alors construite dans un bâtiment préfabriqué en face du pavillon des officiers.
Les dernières familles - principalement des harkis et la famille du gardien - quittèrent le fort au début des années 1970. L'Armée en reprend la gestion complète après et le 23e RIMa de Maisons-Laffitte y installe en 1967 un centre d'initiation commando qui fonctionnera jusqu'en 1997.
Il est aujourd'hui la propriété du Conseil régional ; l'Agence des espaces verts de la région Île-de-France est le gestionnaire des bois alentour. La gestion des bâtiments a été confiée à l'association des « Amis du Fort de Cormeilles ». Cette association s'est donné pour objectif de sauvegarder et restaurer le site, tout en le faisant vivre en y permettant l'installation d'ateliers d'artistes et des tournages cinématographiques. Des visites sont organisées le premier dimanche de chaque mois et à l'occasion de certains événements comme les journées européennes du patrimoine.
Elle fait partie des 18 sites emblématiques du Loto du patrimoine 2020.

## Le cinéma
Du fait de sa taille, de la variété de ses bâtiments, de son réseau de galeries et de sa proximité avec la capitale, le fort de Cormeilles est régulièrement utilisé comme décor de films et de téléfilms (environ quatre tournages par an).
 Par exemple (du plus récent au plus ancien) :
- La Douleur, film français réalisé par Emmanuel Finkiel (2017) ;
- The Man in the High Castle, l'épisode 5 de la saison 2 de la série (quand Martin Heusmann fait visiter le Lebensborn à Joe Blake), réalisé par John Fawcett (2016) ;
- Chocolat, est un film biographique français réalisé par Roschdy Zem, tourné en 2015 ;
- Résistance, un film de guerre russo-ukrainien tourné en 2014, réalisé par Sergueï Mokritskiy ;
- Un village français, série télévisuelle de Frédéric Krivine tournée de 2009 à 2017; scène de l'exécution de Marcel et Chassagne dans la saison 5 ;
- L'Autre Dumas, de Safy Nebbou, avec Gérard Depardieu, Benoît Poelvoorde et Mélanie Thierry (tournage en 2009) ;
- Les Femmes de l'ombre, un film français réalisé par Jean-Paul Salomé, sorti en 2008 ;
- MR 73, d'Olivier Marchal (2008) ;
- Les Brigades du Tigre (2006) ; film français de Jérôme Cornuau
- Monsieur Max, de Gabriel Aghion, avec Jean-Claude Brialy et Dominique Blanc (tournage en 2006) ;
- Aux abois, de Philippe Collin, avec Élie Semoun (2005) ;
- L'Affaire Dominici, de Pierre Boutron, avec Michel Serrault, le fort est utilisé comme décor représentant la prison d'Arles (2004) ;
- Joséphine, ange gardien, une série télévisée française créée par Laurent Chouchan, Michel Lengliney et Philippe Niang ;
- Un jour avant l'aube, de Jacques Ertaud (1994) ;
- Le sang des autres, de Claude Chabrol, avec Jodie Foster (1984) ;
- On a retrouvé la septième compagnie, une comédie française réalisée par Robert Lamoureux en 1975 ;
- L'Armée des ombres, de Jean-Pierre Melville avec Lino Ventura (1969) ;
- La Nuit des généraux, d'Anatole Litvak (1967) où Peter O'Toole y abat Omar Sharif à coups de revolver ;
- La Fantastique Histoire vraie d'Eddie Chapman, réalisé par Terence Young avec Christopher Plummer (1966).